# Syrphoctonus grabensis
Syrphoctonus grabensis är en stekelart som beskrevs av Pierre L. G. Benoit 1955. Syrphoctonus grabensis ingår i släktet Syrphoctonus och familjen brokparasitsteklar. Inga underarter finns listade i Catalogue of Life.